# Mesochorus nigrifemoratus
Mesochorus nigrifemoratus là một loài tò vò trong họ Ichneumonidae.